# Anatole Kouraguine
Le prince Anatole Vassilievitch Kouraguine (russe : Анатолий (Анатоль) Курагин) est un personnage de Guerre et Paix de Léon Tolstoï.
Fils de Basile Kouraguine et frère d'Hélène. Beau dandy séducteur et inconséquent, il passe son temps entre la vie dissolue des officiers en permissions et les soirées mondaines de la capitale. Son attitude de coureur annule tout espoir d'un mariage avantageux avec la Princesse Marie, tandis que son entreprise de séduction a pour conséquence la rupture entre Natacha et le Prince André. Il finit par retrouver celui-ci sur le champ de bataille, tous deux gravement blessés. Il meurt après avoir subi une amputation.

« Anatole avait l’habitude, lorsqu’il se trouvait dans la société des femmes, de se poser en homme blasé et fatigué de leurs avances ; mais, en voyant l’impression qu’il produisait sur celles-ci, il ne put s’empêcher d’éprouver une véritable satisfaction d’amour-propre. »

— (Livre 1)